# Blue Tattoo
Albums de Vanilla Ninja
Traces of Sadness Best of
Blue Tattoo est le troisième album de Vanilla Ninja. Comme son prédécesseur, il a connu un important succès, mais d’une forme différente : Blue Tattoo n’est pas disque d'or, mais est, à ce jour, l’album de Vanilla Ninja qui a été le mieux classé dans les hit-parades. C’est aussi le meilleur résultat du groupe en Suisse, probablement à cause de la participation de Vanilla Ninja au Concours Eurovision de la chanson 2005 sous les couleurs suisses avec "Cool Vibes", extrait de l’album, et qui a été le meilleur résultat de la Suisse depuis 1993.
L’album sort au Japon le 29 juin 2005, sans changement par rapport à la version européenne, contrairement à Traces of Sadness.
Comme pour Traces of Sadness, une nouvelle version de l’album, dite Blue Tattoo — Limited Edition sort le 1er août 2005. Le premier CD est identique à la version normale, le second est composé de versions alternatives des chansons de l’album et de nouvelles vidéos.

## Liste des morceaux
- 01. "Blue Tattoo" — 4:07
- 02. "Cool Vibes" — 3:00
- 03. "Never Gotta Know" — 3:16
- 04. "Just Another Day to Live" — 4:40
- 05. "I Don't Care at All" — 3:56
- 06. "The Coldest Night" — 3:30
- 07. "Hellracer" — 3:32
- 08. "I Know" — 3:17
- 09. "Corner of My Mind" — 3:18
- 10. "Undercover Girl" — 3:02
- 11. "My Puzzle of Dreams" — 2:59
- 12. "Nero" — 3:30
- 13." Just Another Day to Live" (Extended version) — 9:24
- 14. "Corner of My Mind" (Extended version) — 7:23

Bonus :
- "Blue Tattoo" (vidéo)
- "I Know" (vidéo)

CD 2 (Limited Edition)
- 01." Just Another Day to Live" (Classical version) — 4:34
- 02. "Cool Vibes" (Classical version) — 4:04
- 03. "My Puzzle of Dreams" (Classical version) — 3:22
- 04. "The Coldest Night" (Classical version) — 3:32
- 05. "Corner of My Mind" (Classical version) — 3:22
- 06. "Blue Tattoo" (Classical version) — 4:08
- 07. "Nero" (Classical version) — 3:30
- 08. "I Don't Care at All" (Unplugged version) — 3:53
- 09. "Never Gotta Know" (Unplugged version) — 3:16
- 10. "Hellracer" (Unplugged version) — 3:27
- 11. "I Know" (Unplugged Version) — 3:23
- 12. "Undercover Girl" (Unplugged version) — 2:59

Bonus :
- "Cool Vibes" (vidéo)
- "I Know" (Unplugged) (vidéo)

## Résultats
- n°1 (Estonie)
- n°4 (Allemagne)
- n°4 (Suisse)
- n°7 (Autriche)
- n°19 (Pologne)

## Singlestirés de l’album

### Blue Tattoo
- Label : Bros
- Sortie : 15 novembre 2004
- Liste des morceaux :

1. "Blue Tattoo" (Radio edit)
2. "Blue Tattoo" (Unplugged version)
3. "Blue Tattoo" (Extended version)

- Bonus : "Blue Tattoo" (vidéo)
- classements : n°9 (Allemagne), n°12 (Autriche), n°22 (Suisse)

### I Know
- Label : Bros
- Sortie : 28 février 2005
- Liste des morceaux :

1. "I Know" (Radio edit)
2. "I Know" (Unplugged version)
3. "I Know" (Extended version)

- Bonus : "I Know" (vidéo)
- classements : n°13 (Allemagne), n°17 (Autriche), n°27 (Suisse)

### I Know (Unplugged)
- Label : Bros
- Sortie : 14 mars 2005
- Liste des morceaux :

1. "I Know" (Unplugged version)
2. "I Know" (Classical version)
3. "I Know" (Radio edit)

- Bonus : "I Know" (Unplugged) (vidéo)

### Cool Vibes
- Label : Bros
- Sortie : 20 juin 2005
- Liste des morceaux :

1. "Cool Vibes" (Radio edit)
2. "Cool Vibes" (Classical version)
3. "Cool Vibes" (Extended version)
4. "Cool Vibes" (Eurovision version)

- classements : n°17 (Suisse), n°42 (Allemagne), n°58 (Autriche)